# Bosau
Bosau est une commune située dans l'arrondissement du Holstein-de-l'Est, dans le land de Schleswig-Holstein, en Allemagne. 

## Géographie

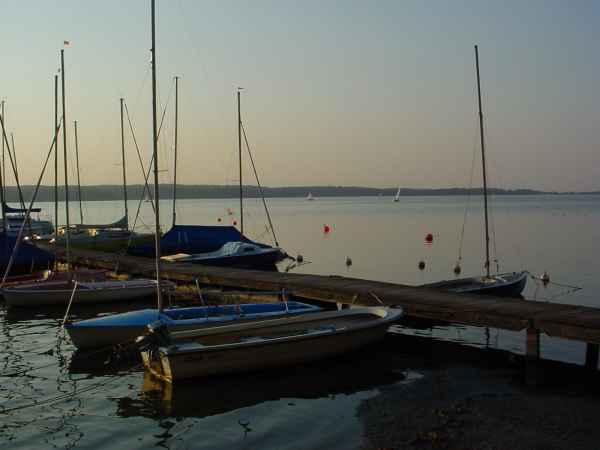
Au bord du lac.

Station climatique réputée sur les rives du grand lac de Plön, Bosau se situe dans la Suisse holsteinoise au sein de la région historique de Holstein. Elle est distante de 13 km d'Eutin, de 30 km de la capitale régionale, Kiel, et de 20 km des côtes de la mer Baltique. En 2010, elle comptait 3458 habitants.
La commune est formée de plusieurs villages, respectivement : Bichel, Braak, Brackrade, Hassendorf, Hutzfeld, Kiekbusch, Kleinneudorf, Klenzau, Liensfeld, Löja, Majenfelde, Quisdorf, Thürk et Wöbs.

## Historique
Le manoir de Buzu est mentionné pour la première fois vers l'an 980. Le nom est d'origine slave ; à ce temps, la région constitue la zone frontalière de la Nordalbingie, la partie nord du duché de Saxe, avec les pays des « Wendes », notamment des tribus wagriens à l'est. Le domaine, détenu par l'évêque d'Oldenbourg, était perdu pendant une révolte slave en 983.
En 1149, le diocèse d'Oldenbourg a été restauré sous Vicelin (mort en 1154), nommé évêque par le duc Henri le Lion en 1149. Bosau est, à nouveau, une mission chrétienne ; même après que l'évêque Gerold transféra le siège de son diocèse à Lübeck en 1160. Vers 1170, le théologien Helmold, prêtre à Bosau, y a rédigé sa Chronica Slavorum (la Chronique des Slaves).

## Curiosités
La commune compte pour monument principal l'église Saint-Pierre, construite sur l'Insula quae dicitur Bozoe à partir de 1152, à l'époque de la christianisation du Holstein. Elle doit sa construction à saint Vicelinus, évêque d'Oldenbourg.

## Jumelages
- Saujon (France) depuis le 26 avril 1987[1]